# Michelle Karvinen
Michelle Karvinen, född 27 mars 1990 i Rødovre i Danmark, är en dansk/finsk ishockeyspelare som spelar för Frölunda HC i Nationella Damhockeyligan. Karvinens moderklubb är Rødovre SIK med vilka hon spelade som ung. Till säsongen 2007/8 skriver hon kontrakt med Esbo Blues för spel i finska mästerskapsserien för damer. 2009 var hon tillbaka i Rødovre för spel i danska högstaligan för damer. Åren 2011–2014 tillbringade hon i USA med collegehockey i North Dakota Fighting Hawks.
Efter tiden i USA flyttade hon till Sverige där hon skrev kontrakt med Luleå HF/MSSK för spel i Riksserien säsongen 2015/16. I Luleå blev Karvinen kvar fem säsongen och hann bli svensk mästare tre gånger under tiden. Därefter har hon spelat i Schweiz, med kinesiska Kunlun i Ryska högstaligan för damer (Zjenskaja Hokkejnaja Liga) samt med Malmö Redhawks. Efter krigsutbrottet i Ryssland 2022 såg sig Karvinen efter en ny klubb och till säsongen 2022/23 spelar hon med storsatsande Frölunda HC i Nationella Damhockeyligan.
Karvinen har spelat med finska landslaget i femton år i tio världsmästerskap och fyra OS och har som resultat av detta tre OS-brons, VM-silver samt fem VM-brons. Hon är även trefaldig svensk mästare samt har vunnit mästerskapen i Schweiz och Ryssland. Förutom detta har hon en lång rad utmärkelser för flest poäng/mål/assists från de ligor hon spelat med.